# لوك جاكسون (كرة سلة)
لوك جاكسون (بالإنجليزية: Luke Jackson)‏ مواليد 6 نوفمبر 1981 في يوجين، هو لاعب كرة سلة أمريكي سابق بدأ مسيرته الاحترافية في سنة 2004 وحمل الرقم 33 و7 و6. يبلغ طوله 6 قدم 7 بوصة (2.0 م). اعتزل اللعب في 2011.

## فرق لعب لها
- كليفلاند كافالييرز
- لوس أنجلوس كليبرز
- تورونتو رابتورز
- ميامي هيت

## روابط خارجية
- لوك جاكسون على موقع إن بي أي (الإنجليزية)
- لوك جاكسون على موقع سبورتس رفرنس (الإنجليزية)
- لوك جاكسون على موقع كرة السلة الأوروبية.كوم (الإنجليزية)
- لوك جاكسون على موقع كلية كرة السلة في سبورتس رفرنس.كوم (الإنجليزية)
- لوك جاكسون على موقع ريلجم (الإنجليزية)
- لوك جاكسون على موقع بروبوليرز (الإنجليزية)
- لوك جاكسون على موقع سبورتس رفرنس (الإنجليزية)
- لوك جاكسون على موقع سبورتس رفرنس (الإنجليزية)